# 世界のウチナーンチュ大会
世界のウチナーンチュ大会（せかいのウチナーンチュたいかい）は、海外移民など沖縄にルーツをもつ海外の沖縄県系人を招待して開催されるイベントである。1990年に第1回が開催。その後、ほぼ5年ごとに沖縄県の主導のもと、継続して開催されている。目的は、沖縄にゆかりのある人々を結びつけた国際交流ネットワークを作り上げることにある。

## 大会概要
1990年より、ほぼ5年に一度、4日間に渡って、沖縄にルーツをもつ世界のうちなんちゅが集い沖縄本島で開催される。イベントは、現代沖縄音楽や沖縄現代舞台劇、琉球舞踊やエイサーなどの伝統的なもの、沖縄県系人社会や沖縄と海外の関係についての学術シンポジウム、海外の沖縄県系人の居住地の物産展など多岐に渡る。
2016年開催の第6回大会では、開会式で夏川りみ、ネーネーズなどが、閉会式ではBEGIN、ディアマンテス、大城バネサなど沖縄出身のミュージシャンが出演した。
沖縄県の各市町村でも、住民と世界のうちなんちゅとの交流イベントが開催される。

## 開催の背景

### 移民県としての沖縄
沖縄から海外への移民は1900年頃から本格化し、ハワイ州、アメリカ本土、ブラジル、ペルーなどに入植した。
太平洋戦争後においても、アメリカ合衆国による沖縄統治下では、引揚者の流入による過剰人口とアメリカ軍基地化による農地不足から、海外移民が検討された。琉球政府の官製移民事業としてボリビアへの移民（オキナワ移住地）が行われた。またブラジルなどへの移民も積極的に行われた。
2016年現在、海外移民した沖縄県系人は、その子孫を含め約40万人が海外に居住していると推定されている。

### 琉球新報の連載
1984年1月1日から1985年12月28日の2年間にわたって琉球新報に『世界のウチナーンチュ』が、484回にわたって長期連載された。これは、移民として海外に渡った沖縄人など海外で活躍する沖縄出身者の生き方をリポートしたものであった。この連載は評判となり、連載記事は本としてまとめられ、同名タイトル『世界のウチナーンチュ』として、3巻にわけて出版された。この本は学校教材や各種団体の勉強会などで頻繁に使用された。
さらにこの琉球新報の記事に感銘を覚えた、同新聞と報道協定を結んでいる沖縄テレビ放送アナウンサー（当時）の前原信一は、世界のウチナンチュの研究・取材をするテレビ番組の放送を企画、1985年から『沖縄発われら地球人→世界ウチナーンチュ紀行』というドキュメンタリー番組を通して、世界中に住む沖縄移民（ワールド・ウチナーンチュ）の理解・啓蒙に努めるきっかけを作った。

### 行政側の動き
沖縄戦からアメリカ合衆国による沖縄統治、そして1972年に本土復帰に至るが、本土復帰後も基地問題や経済・産業の行き詰まりなどに直面した。そのなかで、沖縄のアイデンティティを探る流れが起きた。
一方で、すでに述べた「移民県としての沖縄」という側面の他に、歴史をひも解けば、琉球王国が交易国として成り立っていたことがあり、首里城正殿にかけられた「万国津梁の鐘」が、まさにその象徴であった。
琉球新報の連載は、当時、沖縄県知事であった西銘順治の関心を引いた。西銘は、1990年に「世界ウチナーンチュ・ネットワーク構想」を打ち出した。この構想は、海外の沖縄県出身者たちとの関係構築するための交流イベントが検討されることになり、1990年に第１回世界のウチナーンチュ大会が開催されることになった。

## 開催の影響
1990年の第１回世界のウチナーンチュ大会後、まずハワイの沖縄系実業家たちから、沖縄県との経済交流を望む声が高まった。「ハワイ・ウチナーンチュ・ビジネス・グループ（HUB）」が組織化され、1995年の第2回世界のウチナーンチュ大会では「ハワイ物産展」を行った。

## 開催の変遷
|       | 開催年月                 | キャッチフレーズ                            | 参加者数                                                                     | 開催場所                                                                 | テーマソング                                                 | 備考 | 公式HP |
| ----- | ------------------------ | ------------------------------------------- | ---------------------------------------------------------------------------- | ------------------------------------------------------------------------ | ------------------------------------------------------------ | --- | ------ |
| 第1回 | 1990年8月23日 〜26日     | 「世界のウチナーンチュがやってきた！！」    | 入場者：約47万人 海外：約2,400人                                             | 沖縄コンベンションセンター、宜野湾市立体育館など                         | 「肝美らさ雨上がいぬ花ぬ如」 歌：りんけんバンド              | |        |
| 第2回 | 1995年11月16日 〜19日    | 「海を超え、言葉を超えて」                  | 入場者：約52万人 海外：約3,400人                                             | 沖縄コンベンションセンター、宜野湾市立体育館など                         | 「片手に三線を」歌：ディアマンテス                           | | [ 8 ]  |
| 第3回 | 2001年11月1日 〜4日      | 「未来ーちゅら夢 心にのせて」               | 入場者：約27万人 海外：約4,000人                                             | 沖縄コンベンションセンター、宜野湾市立体育館など                         | 「片手に三線を」歌：ディアマンテス                           | 2000年に第26回主要国首脳会議が沖縄で開催されたため、1年延期しての開催となった。 | [ 9 ]  |
| 第4回 | 2006年10月12日 〜15日    | 「ひろがるチムグクル つなげるチムチュラサ」 | 入場者：約32万人 海外：約4,400人                                             | 沖縄コンベンションセンター、宜野湾市立体育館など                         | 「ニライへの風」歌：東浜夏希                                 | |        |
| 第5回 | 2011年10月13日 〜16日    | 「ちゅら島の 魂響け 未来まで」              | 入場者：約42万人 海外：約5,300人                                             | 沖縄セルラースタジアム、沖縄コンベンションセンターなど                   | 「ニライの彼方」歌：山田七海                                 | |        |
| 第6回 | 2016年10月27日 〜30日    | 「ウチナーの 躍動・感動 世界へ響け!」       | 入場者：約43万人 海外：約7,400人                                             | 沖縄セルラースタジアム、沖縄セルラーパーク那覇、沖縄県立武道館など       | 「結〜心届く〜」歌：花城舞                                   | 第6回大会の閉会式にて、翁長雄志沖縄県知事（当時）より、10月30日を「世界のウチナーンチュの日」に制定することが宣言された。 | [ 10 ] |
| 第7回 | 2022年10月30日 〜11月3日 | 「うちなーのシンカ、今こそ結ぶ世界の輪」    | 入場者：42万9290人（現地：21万4900人、オンライン：21万4390人） 海外：1,790人 | 沖縄セルラースタジアム、沖縄セルラーパーク那覇、沖縄産業支援センターなど | 「歌らな 踊らな(うたらな うどぅらな)」歌：green note coaster | 大会が開催される2022年は、沖縄の日本復帰から50周年。 当初は2021年10月に開催予定だったが、新型コロナウイルス感染症の流行を受け、1年延期しての開催となった。 メタバースを用いたバーチャルイベントなど、初めてオンラインを組み合わせて実施された。 | [ 17 ] |